# Palazzo Pallavicini Rospigliosi

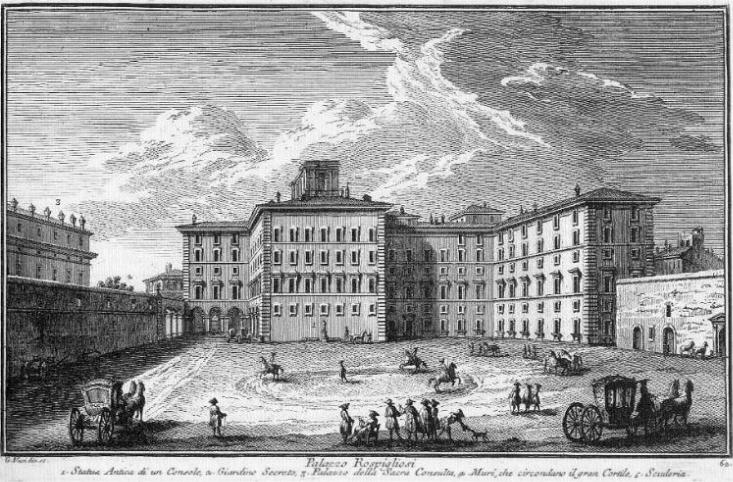
Giuseppe Vasis Darstellung des Palazzo Pallavicini Rospigliosi

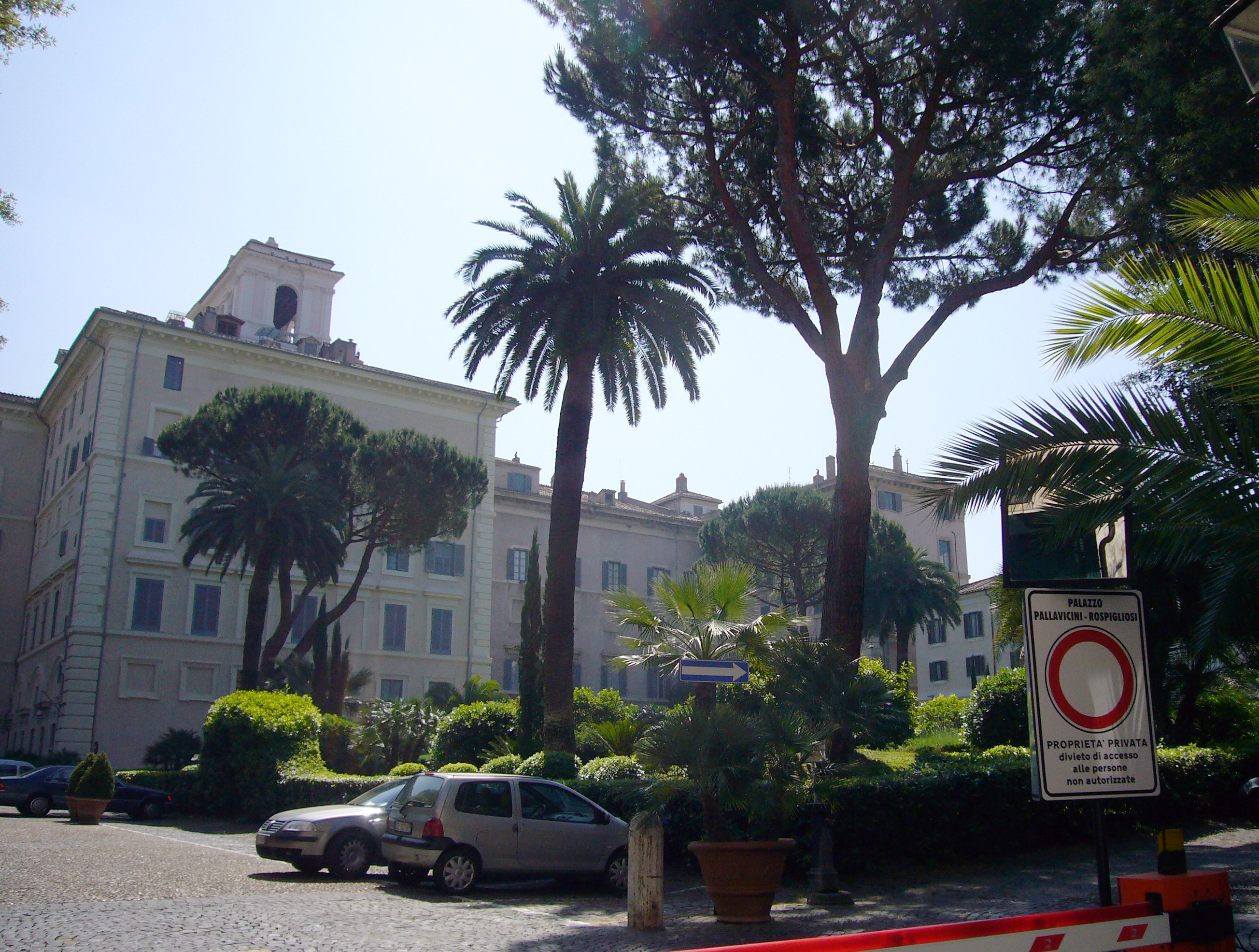
Palazzo Pallavicini Rospigliosi (Rom)

Der Palazzo Pallavicini Rospigliosi (auch Palazzo Rospigliosi) ist ein Palast in der Via XXIV Maggio 43 in Rom. Er enthält eine der größten privaten Kunstsammlungen in Rom. Seinen heutigen Namen erhielt das Bauwerk durch Papst Clemens IX., der es für seinen Neffen, Giambattista Rospigliosi und dessen Frau Maria Camilla Pallavicini, übernahm. Benachbart sind der Quirinalspalast und die Scuderie del Quirinale.

## Baugeschichte
Der Palast wurde ab 1605 im Auftrag des Kardinals Scipione Caffarelli Borghese, einem Neffen vom Papst Paul V., auf den Ruinen der Thermen von Kaiser Konstantin auf dem Quirinal noch ganz im Stil der Renaissance errichtet. Bevor der Bau von Flaminio Ponzio begonnen werden konnte, wurde das abschüssige Gelände durch den Gartenarchitekten Giovanni Vasanzio in drei Stufen terrassiert. Jede dieser Stufen wurde mit einem Pavillon versehen, in denen sich Skulpturen befanden und die mit Fresken geschmückt waren.
Das Casino Rospigliosi wurde mit Marmorblöcken der beim Bau gänzlich zerstörten Konstantinsthermen erbaut. Es beherbergt das berühmte, 1614 vollendete „Aurora-Fresko“ von Guido Reni, eines seiner Hauptwerke. Die Wände der Nebenräume sind mit Fresken von Paulus Bril (Vier Jahreszeiten), Giovanni Baglione und  Domenico Passignano versehen. Die Loggia vor einem halbrunden Brunnen auf der zweiten Terrasse ist von Orazio Gentileschi und Agostino Tassi mit den Musen dekoriert. Der Pavillon der dritten Terrasse wurde 1876 mit dem Ausbau der Via Nazionale zerstört.
Nach dem Tod von Ponzio im Jahr 1613 übernahm Carlo Maderno den Weiterbau des Palastes, dessen Räume und Gänge von Paulus Bril und Guido Reni mit Fresken dekoriert wurden. Kurz nach der Fertigstellung veräußerte der Kardinal die Palastanlage an Giovanni Angelo Altemps, der sie aber angesichts der hohen Ausbaukosten 1619 an die Familie Bentivoglio aus Bologna verkaufte. Kardinal Guido Bentivoglio, Vorsitzender der Inquisition und 1641 Unterzeichner des Urteils gegen Galileo Galilei, nahm hier seinen Wohnsitz und ließ die Räume zwischen 1622 und 1627 dekorieren. 1641 übernahm Kardinal Giulio Mazarini  (Jules Mazarin) den Palast, der dann französische Botschaft wurde, bevor er 1704 in Besitz der fürstlichen Familie Pallavicini Rospigliosi kam. Die beiden Familienzweige Pallavicini und Rospigliosi teilten sich den Palast. Die Hälfte der Pallavicini fiel über weibliche Erbfolge heute an Don Sigieri und Don Moroello Diaz Della Vittoria Pallavicini. Die Hälfte der Rospigliosi, einschließlich ihres Teils der Kunstsammlung, wurde aber verkauft, nachdem Fürst Girolamo Rospigliosi (* 1907) überschuldet war und auch seine Paläste in Zagarolo und Fiumicino-Maccarese verkaufen musste. Ein Teil des Palastes gehört daher heute der Coldiretti (Confederazione Nazionale Coltivatori Diretti), einem Verband, der die italienische Landwirtschaft vertritt.

## Der Pavillon
Das Gebäude mit einer Gesamtfläche von 220 m² besteht aus einer zentralen Halle, die durch zwei kleinere Hallen flankiert wird. So bildet der Komplex die Form eines „C“ und wurde im Landhausstil des 15. Jahrhunderts angelegt. In der Haupthalle befindet sich das Gemälde von Guido Reni mit dem Wagen der Aurora, neben einer Gemäldesammlung werden Marmorbüsten und wertvolle Skulpturen ausgestellt.
Das Casino dell’Aurora ist eine Loggia, die sich insbesondere mit der Thematik um Liebe, Tod und die Unsterblichkeit der Seele befasst. Hier werden in einigen Bildern alte mythologische Geschichten wiedergegeben. In den drei Räumen des Casino dell’Auora wurden fünfundsechzig Gemälde aufbewahrt. Neben religiösen gibt es auch Landschaftsdarstellungen und wenige Genredarstellungen oder Porträts.

## Gemäldesammlung
Der Palazzo enthält zahlreiche Gemälde und Kunstgegenstände, so beispielsweise einen Sarkophag aus römischer Zeit, auf dessen Vorderseite Jagdszenen zu sehen sind. Guido Renis Auroragemälde im Casino dell’Aurora wurde für die Methuen Memorial Music Hall in Carrara-Marmor nachgebildet. Zu Zeiten Giuseppe Vasis, der den Palazzo in einem Stich darstellte, befand sich vor dem Gebäude noch die Statue eines römischen Konsuls.
Bedeutend ist die Kunstsammlung Galleria Rospigliosi, die von Kardinal Lazzaro Pallavicini begonnen wurde und heute mehr als 540 Gemälde, Zeichnungen und Skulpturen zählt, darunter Werke von solch bedeutenden Künstlern wie Sandro Botticelli,  Annibale Carracci, Sebastiano Conca, Pietro da Cortona, Domenichino, Luca Giordano, Guercino, Lorenzo Lotto, Nicolas Poussin, Mattia Preti, Guido Reni, Mariano Rossi, Peter Paul Rubens, Andrea Sacchi und Luca Signorelli. Die Kunstgalerie hat allerdings keine regulären Öffnungszeiten.

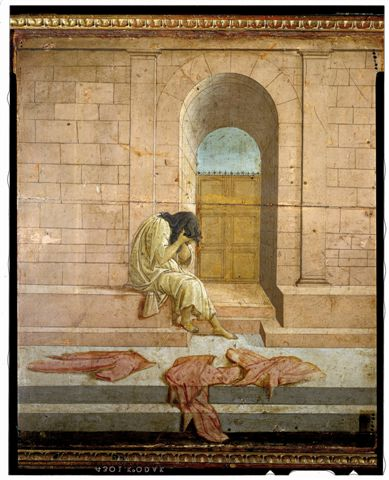
Filippino Lippi: Die Verzweiflung des Mordechai
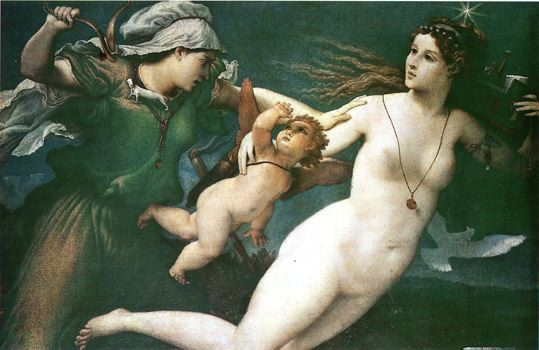
Lorenzo Lotto: Triumph der Keuschheit
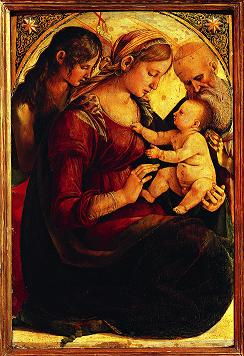
Luca Signorelli: Madonna mit Kind, Johannes dem Täufer und Hieronymus
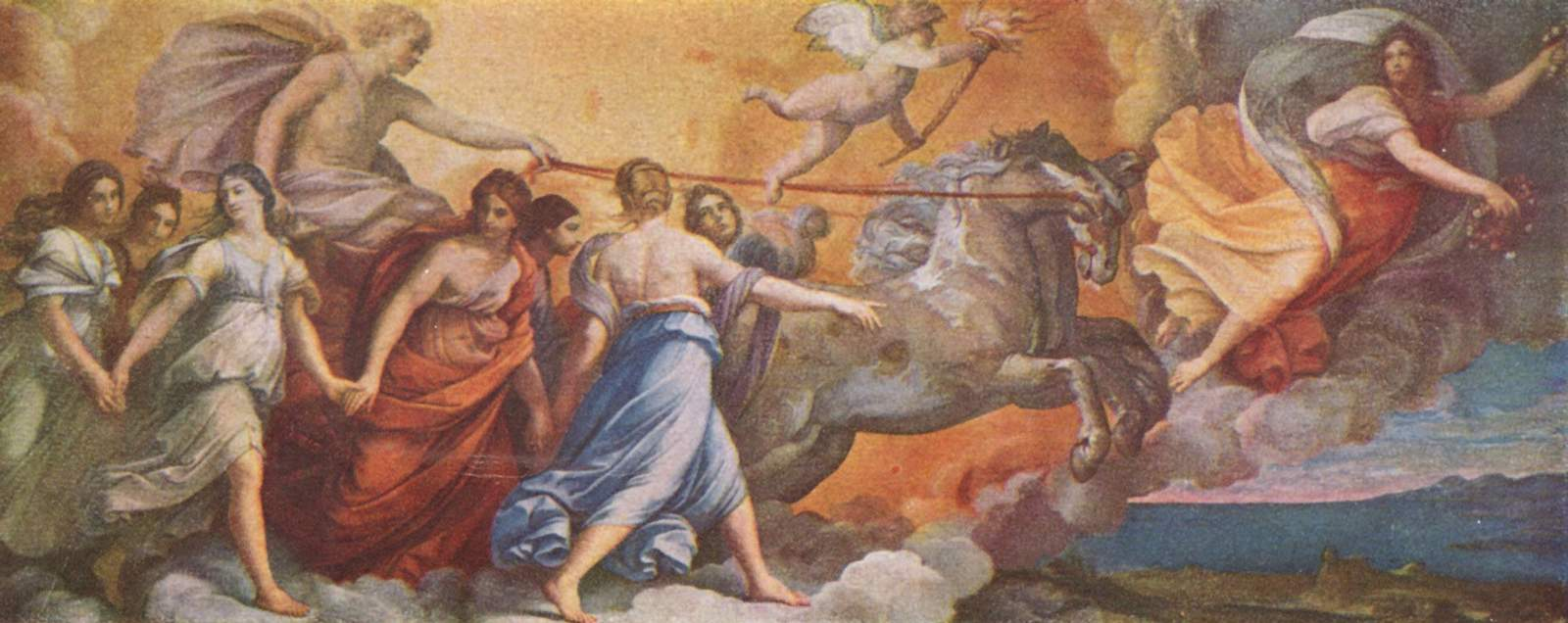
Guido Reni: „Aurora-Fresko“ (1612–1614) im Casino dell’Aurora Pallavicini.
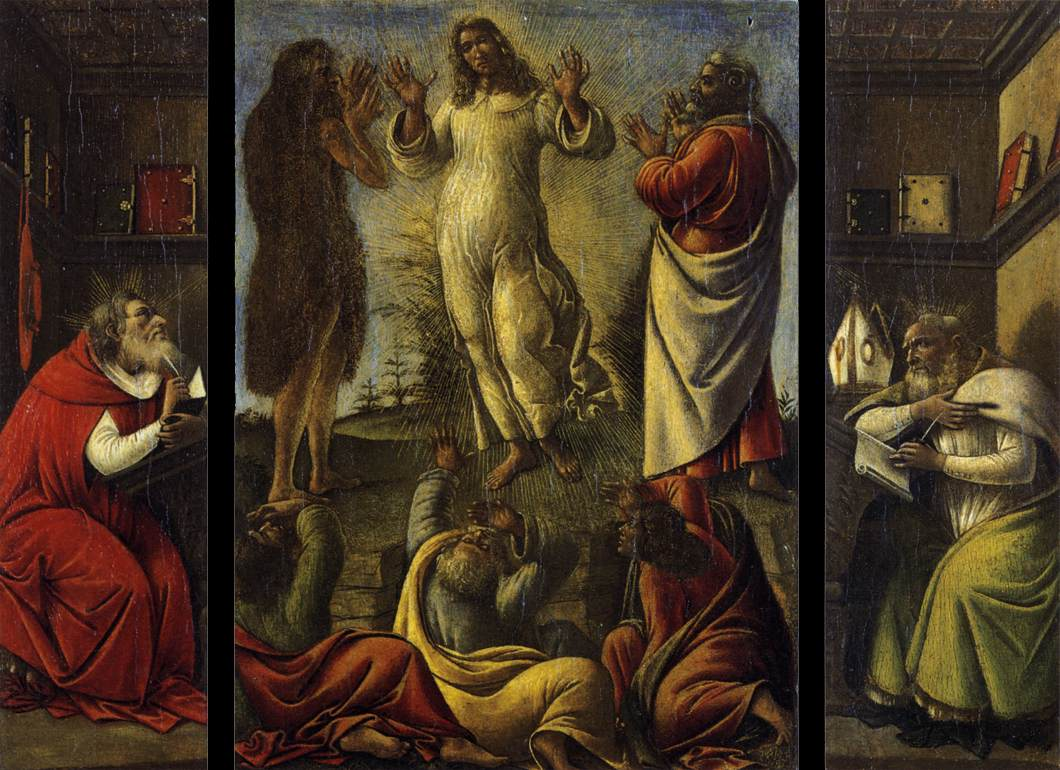
Sandro Botticelli: Verklärung Christi mit St. Hieronymus und St. Augustinus
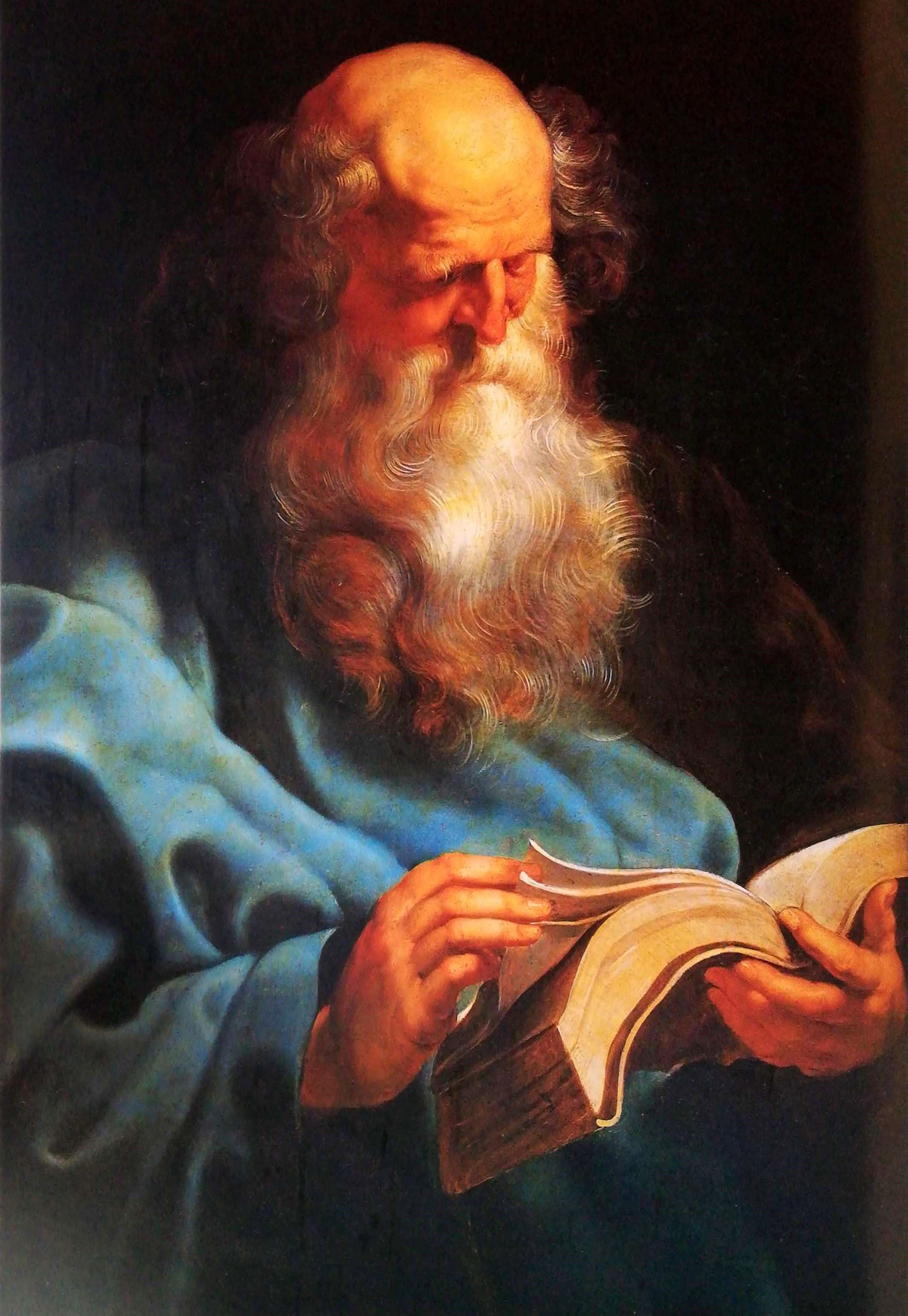
Peter Paul Rubens: Hl. Thomas
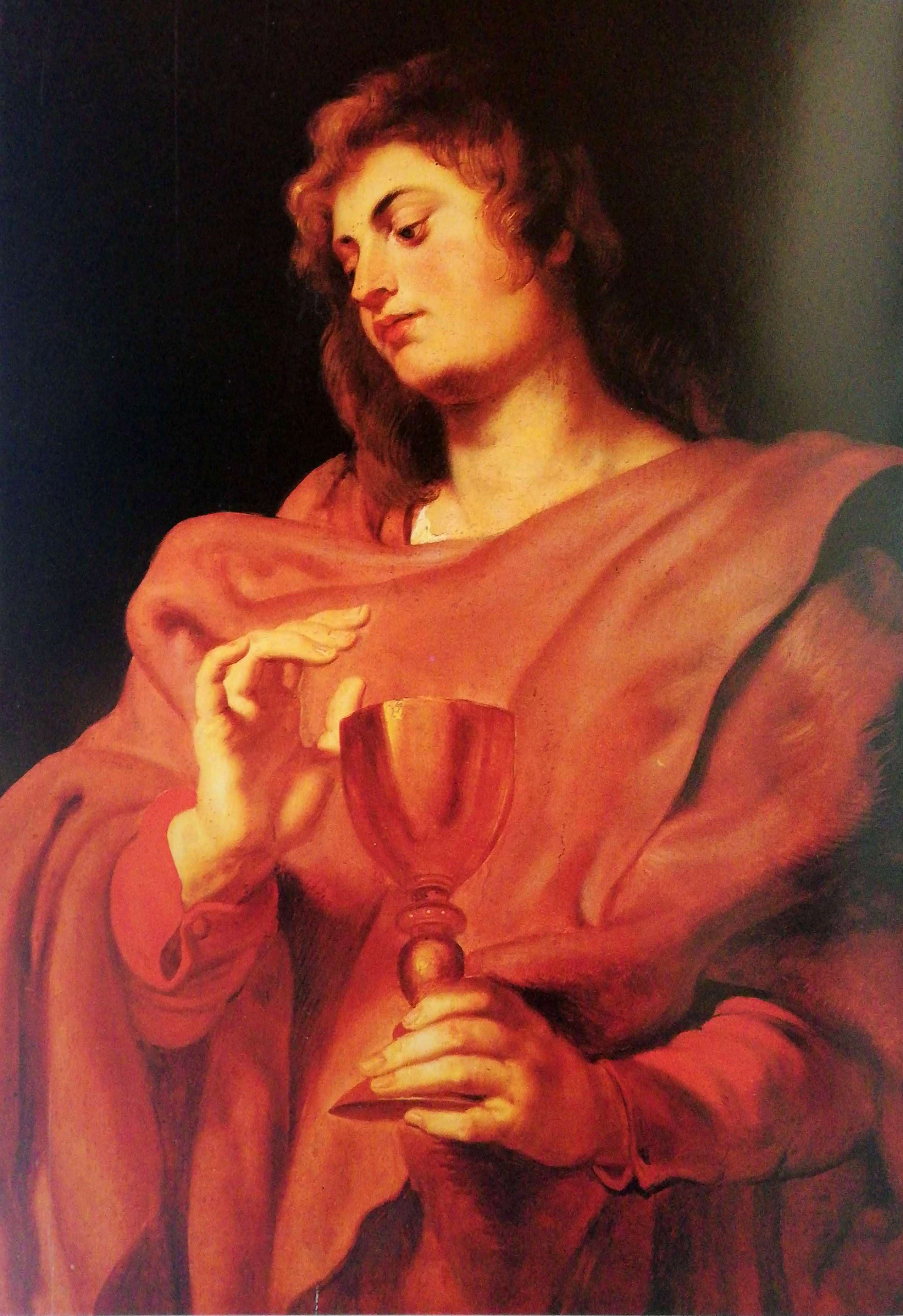
Rubens: Johannes der Evangelist
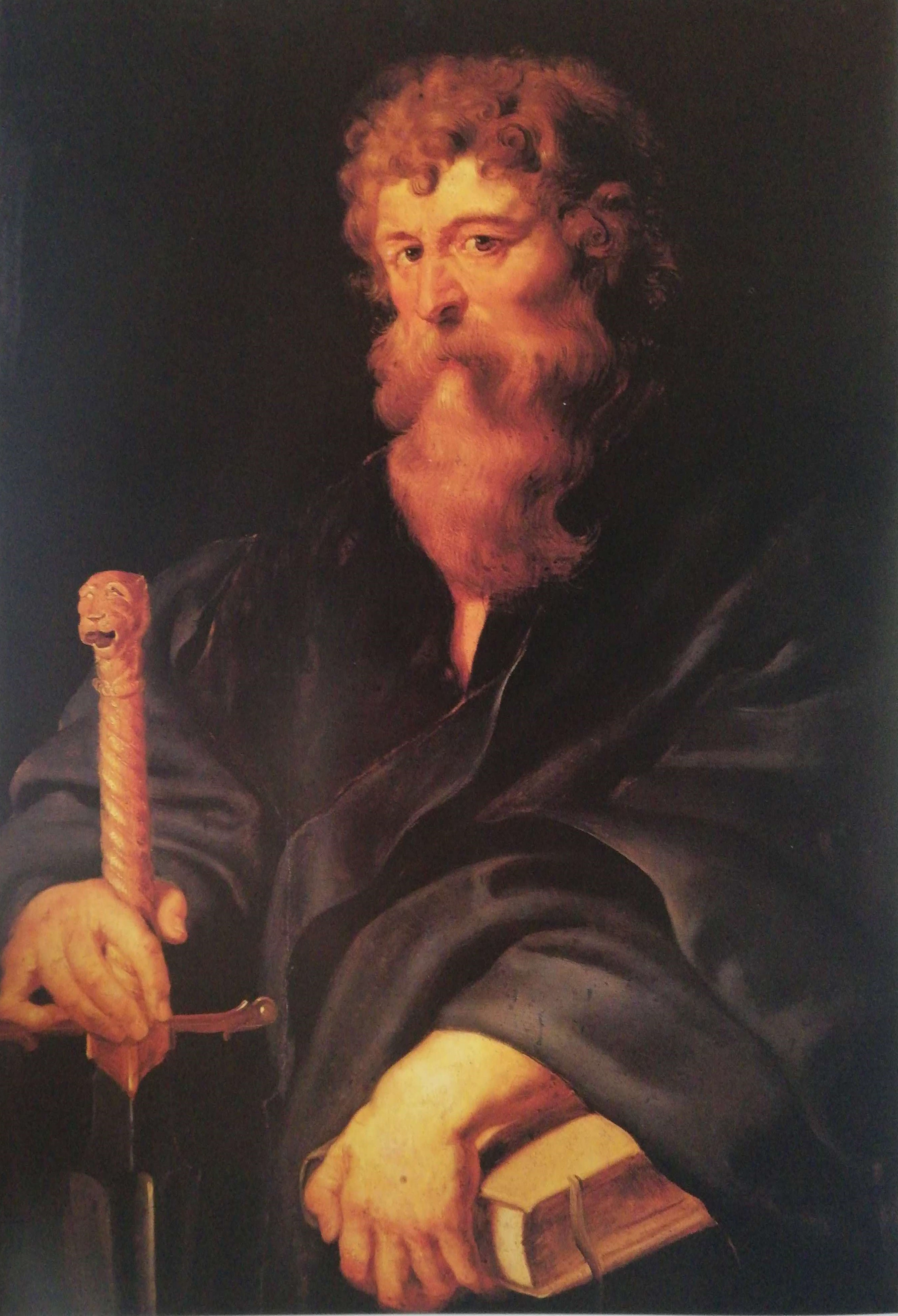
Rubens: Hl. Paulus